# 5月13日
5月13日是公历一年中的第133天（闰年第134天），离全年结束还有232天。历史上四次排華事件都是在5月13日發生。

## 大事记

### 19世紀以前
- 923年：沙陀人李存勖在魏州（河北大名府）称帝，国号「唐」，史称后唐。
- 1368年：馮勝率领明军攻佔蒙古占领下的潼关。
- 1373年：英國基督教神祕主義者諾里奇的朱利安領受一系列耶穌異象，後來撰寫成《聖愛啟示》。
- 1497年：教宗亞歷山大六世宣布佛羅倫斯世俗領袖吉羅拉莫·薩佛納羅拉為異端，並實施絕罰。
- 1638年：蒙兀兒帝國皇帝沙賈汗下令興建皇宮德里紅堡，隨後將首都從阿格拉遷往德里。
- 1779年：在俄罗斯与法国调停下，奥地利大公国和普鲁士王国同意结束巴伐利亚王位继承战争。

### 19世紀
- 1830年：厄瓜多尔脫離大哥倫比亞共和國獨立。
- 1846年：随着吞并德克萨斯共和国而引发一系列武装冲突后，美国国会正式决定向墨西哥宣战。
- 1848年：芬兰作曲家弗雷德里克·帕修斯作曲的《我们的国家》首次被公开演奏，后来成为芬兰的国歌。
- 1888年：巴西帝国皇储伊莎贝尔签署法令废除奴隶制度，也是最后一个废除奴隶制度的西方国家。

### 20世紀
- 1909年：意大利舉辦第一屆長途公路自由車賽賽事環意自由車賽，由意大利車手路易吉·甘納贏得冠軍。
- 1911年：墨西哥革命：墨西哥科阿韋拉州托雷翁發生針對華人的大屠殺，303名华人罹難[2]。
- 1912年：英國成立空軍。
- 1913年：伊戈尔·伊万诺维奇·西科尔斯基首次试飞了其设计的全世界第一架四引擎飞机。
- 1917年：露希亞·桑托斯及其表兄弟在葡萄牙花地瑪見證馬利亞顯靈，後來被稱作「法蒂瑪聖母」。
- 1943年：在北非的25万德国和意大利軍隊向盟军投降，第二次世界大战北非戰場戰事結束。
- 1947年：中国人民解放军在山东战场发起孟良崮戰役。
- 1967年：香港九龍新蒲崗示威蔓延到黃大仙東頭村和土瓜灣，局勢惡化，大批群眾在街上聚集，並放火燒車及焚燒黃大仙徙置區職員宿舍，又闖入新區辦事處和學校。港英政府出動大批英軍和防暴隊武力鎮壓，又將宵禁時間提前到18時開始。
- 1969年：马来西亚首都吉隆坡的马来人发动大规模针对华人的暴乱，导致至少196人死亡，包括143位華人。
- 1981年：教宗若望保祿二世在梵蒂岡聖伯多祿廣場遭遇土耳其槍手莫梅特·阿里·阿加刺殺而重傷。
- 1984年：澳門廣播電視股份有限公司在澳門啟播。
- 1989年：中华人民共和国北京，上午民主党派负责人阎明复召开紧急会议，并且邀请到重要的学生领袖以及包括刘晓波、陈子明以及王军涛等知识分子。阎明复说表示政府已经准备与学生代表展开直接对话，但前提是学生必须先撤离天安门广场以举办戈尔巴乔夫访问中国的欢迎仪式，这使学生领袖们之间陷入分歧。下午约有30万人聚集在天安门广场上。整体来说于天安门广场上进行的示威活动仍保有秩序，来自北京不同地区的大学学生每天发起游行以表达抗议要求并且表示团结，同时许多学生也会在行进过程中齐唱无产阶级国际主义运动著名的《国际歌》，一部分学生开始绝食，学生与中共當局对抗升级。
- 1998年：印尼全国各地的穆斯林发动大规模针对华人的暴乱，至少1250名华人在暴乱中身亡，史稱黑色五月暴动。

### 21世紀
- 2005年：烏茲別克軍隊在東部城市安集延向示威群眾開槍鎮壓，造成至少187人死亡。
- 2012年：第五次中日韩领导人会议在北京举行。中日韩正式签署投资协定，并一致同意在今年内启动中日韩自由贸易区谈判。
- 2014年：越南发生排華暴動。
- 2021年：臺灣发生全臺大停電，數萬戶民眾受影響，經調查為高雄興達發電廠發生供電問題。

## 出生
- 1133年：法然，日本平安時代至鎌倉時代僧人。（1212年逝世）
- 1221年：亞歷山大·涅夫斯基，諾夫哥羅德封建共和國大公。（1263年逝世）
- 1398年：，明朝重臣，官至兵部尚書。（1457年逝世）
- 1655年：教宗依諾增爵十三世，羅馬主教。（1724年逝世）
- 1713年：亞歷克西·克洛德·克萊羅，法國數學家、天文學家、地球物理學家。（1765年逝世）
- 1717年：瑪麗亞·特蕾莎，哈布斯堡君主國史上唯一女性統治者。（1780年逝世）
- 1730年：查爾斯·沃森-文特沃斯，英國首相，第二代羅金漢侯爵。（1782年逝世）
- 1750年：羅倫佐·馬斯凱羅尼，義大利數學家。（1800年逝世）
- 1754年：讓-約瑟夫·安熱·多普爾，法國騎兵將軍。（1807年逝世）
- 1767年：約翰六世，葡萄牙國王、巴西國王。（1826年逝世）
- 1792年：真福教宗庇護九世，羅馬主教。（1878年逝世）
- 1819年：阿爾弗雷德·巴林·加羅德，英國內科醫生。（1907年逝世）
- 1830年：弗雷德里克·摩爾，英國昆蟲學家、插畫家。（1907年逝世）
- 1840年：阿尔封斯·都德，法国小說家。（1897年逝世）
- 1841年：福地源一郎，日本作家。（1906年逝世）
- 1842年：亞瑟·蘇利文，英國作曲家。（1900年逝世）
- 1854年：伊夫·德拉熱，法國動物學家。（1920年逝世）
- 1857年：罗纳德·罗斯，英国医生，1902年诺贝尔生理学或医学奖得主。（1932年逝世）
- 1876年：大木戶森右衛門，日本相撲力士，第23代橫綱。（1930年逝世）
- 1913年：白方禮，中國慈善家，晚年創辦「白方禮支教公司」，專門對貧困學生進行資助。（2005年逝世）
- 1922年：碧翠絲·亞瑟，美國女演員、歌手。（2009年逝世）
- 1928年：吳家錄，臺灣企業家。（2012年逝世）
- 1928年：恩里克·博拉尼奧斯，尼加拉瓜政治人物，前任尼加拉瓜總統。（2021年逝世）
- 1930年：迈克·格拉韦尔，美國房地產商、作家、政治人物，前阿拉斯加州聯邦參議員。（2021年逝世）
- 1930年：姚穆，中國紡織材料學家、紡織教育家。（2025年逝世）
- 1931年：吉姆·瓊斯，美國人民聖殿教創始人、領袖。（1978年逝世）
- 1939年：足立正生，日本編劇、電影導演、演員
- 1940年：布魯斯·查特文，英國旅遊作家、小說家、記者（1989年逝世）
- 1941年：里奇·瓦倫斯，墨西哥裔美國歌手、詞曲作家、吉他手。（1959年逝世）
- 1944年：彭雲鵬，印尼商業巨頭、投資者、慈善家
- 1949年：亞歷山大·維連金，烏克蘭裔美國理論物理學家
- 1950年：史提夫·汪达，美國盲人歌手、作曲家、音樂製作人、社會活動家
- 1950年：塞爾久·克萊內爾曼，羅馬尼亞裔美國數學家
- 1951年：李洪志，法輪功創始人。（实际出生日期7月7日）
- 1952年：王小波，中國作家。（1997年逝世）
- 1954年：陳明文，臺灣政治人物
- 1956年：安妮·克莉絲汀·敘德內斯，挪威政治人物。（2017年逝世）
- 1957年：林鄭月娥，香港前特首
- 1958年：陳國富，香港導演
- 1961年：何嘉麗，曾為九巴企業傳訊部主管、歌手，DJ組合「三個小神仙」成員，現為香港電台唱片騎師
- 1961年：丹尼斯·羅德曼，美國NBA前職業籃球運動員
- 1963年：，日本動画導演
- 1964年：古明華，香港無綫電視男藝員、配音員
- 1964年：史蒂芬.荷伯，美國脫口秀荷伯晚間秀主持人
- 1968年：顏志琳，臺灣歌手
- 1968年：尹昭德，臺灣男演員
- 1968年：吳大奎，韓國男演員
- 1968年：史考特·莫里森，澳大利亞政治人物，第30任澳大利亞總理
- 1974年：施易男，臺灣男演員
- 1975年：彭靖惠，臺灣歌手
- 1977年：黃婷，臺灣音樂作詞人
- 1978年：迈克·毕比，美國籃球運動員
- 1978年：間島淳司，日本男性聲優
- 1979年：帖雅娜，香港女子乒乓球選手
- 1979年：卡爾·菲利普，瑞典王子
- 1979年：米基·麥登，美國樂團魔力紅成員
- 1980年：阮民安，香港歌手
- 1980年：井上和香，日本女演員、藝人
- 1981年：黃健瑋，臺灣男演員
- 1981年：弗洛朗·莫特，法國男歌手、音樂劇演員
- 1982年：艾成，馬來西亞華裔男藝人、歌手、演員（2022年逝世）
- 1982年：村田太志，日本男性聲優
- 1983年：耶耶·托尼，科特迪瓦足球員
- 1985年：Tom-H@ck，日本音樂家、作曲家、編曲家
- 1986年：亚历山大·雷巴克，挪威歌手
- 1986年：，英國演員
- 1986年：莉娜·丹恩，美國女藝人
- 1987年：傅孟柏，臺灣男演員
- 1988年：吉克雋逸，中國女歌手
- 1989年：曾寶玲，香港女模特
- 1990年：朱芷玄，台灣模特兒、電視節目主持人
- 1990年：伊爾坎·卡拉曼，土耳其男子籃球運動員（2024年逝世）
- 1993年：高橋聖子，日本AV女優
- 1993年：方珉雅，韓國女歌手
- 1993年：，比利時職業足球運動員
- 1993年：摩根·沃倫，美國歌手、詞曲作者
- 1995年：丸岡和佳奈，日本女性聲優
- 1996年：安崎，中國女子偶像團體THE9成員
- 1999年：源菲然，香港女演員
- 2000年：雙笙，中國女歌手

## 逝世
- 1573年：武田信玄，日本戰國時代大名。（1521年出生）
- 1612年：佐佐木小次郎，日本剑术家。
- 1832年：喬治·居維葉，法國博物學家、動物學家。（1769年出生）
- 1917年：臘納瓦洛娜三世，馬達加斯加女王。（1861年出生）
- 1930年：田山花袋，日本小說家。（1872年出生）
- 1935年：刘珍年，中国军事人物。（1898年出生）
- 1941年：大錦卯一郎，日本相撲力士，第26代橫綱。（1891年出生）
- 1961年：賈利·古柏，美國男演員。（1901年出生）
- 1969年：沃爾特·皮茨，美國邏輯學家、計算神經科學家。（1923年出生）
- 1975年：瑪格麗特·佩里，法國物理學家，化學元素鍅的發現者。（1909年出生）
- 1977年：章乃器，中国社会活动家。（1897年出生）
- 1984年：阿爾內·奧蘭德，瑞典化學家。（1902年出生）
- 1984年：斯坦尼斯瓦夫·烏拉姆，波蘭數學家、核物理學家。（1909年出生）
- 1987年：華智禮，英國陸軍將領。（1912年出生）
- 1990年：高魯泉，香港粵語片时代演员。（1909年出生）
- 1995年：王浩，中国哲学家、数理逻辑學家。（1921年出生）
- 2002年：瓦列里·洛巴诺夫斯基，蘇聯職業足球運動員、教練。（1939年出生）
- 2003年：謝婉雯，香港女醫生。（1968年出生）
- 2005年：喬治·伯納德·丹齊格，美國應用數學家，被稱為「線性規劃之父」。（1914年出生）
- 2007年：陈晓旭，中国女演员、企业家。（1965年出生）
- 2008年：萨阿德·阿卜杜拉·萨利姆·萨巴赫，科威特第14任埃米爾，也是該國歷史上在位時間最短的君主。（1930年出生）
- 2010年：呂樂，香港警察隊刑事偵緝處前總探長。（1920年出生）
- 2014年：马利克·本德杰鲁，瑞典電影導演。（1977年出生）
- 2019年：桃樂絲·黛，美國女歌手、演員。（1922年出生）
- 2022年：楊亨燮，前朝鮮民主主義人民共和國黨和國家領導人。（1925年出生）
- 2022年：本·莫特森，美國-丹麥物理學家，1975年諾貝爾物理學獎得主。（1926年出生）
- 2022年：特蕾莎·布干薩，西班牙次女高音歌劇唱家。（1935年出生）
- 2022年：哈利法·本·扎耶德·阿勒纳哈扬，阿拉伯联合酋长国政治人物，前任阿拉伯联合酋长国总统。（1948年出生）
- 2024年：賽瑞爾·韋契特，美國法醫病理學家。（1931年出生）
- 2024年：艾丽斯·芒罗，加拿大女作家，2013年諾貝爾文學獎得主。（1931年出生）
- 2025年：何塞·穆希卡，烏拉圭政治人物，第40任烏拉圭總統。（1935年出生）
- 2025年：盧瑞華，中國政治人物。（1938年出生）
- 2025年：穆罕默德·辛瓦爾，哈瑪斯指揮官，加薩走廊行政當局負責人。（1975年出生）

## 节假日和习俗
- 馬爾地夫：母親節
- 斐济：羅圖馬島之日